# Rio Dobromir
O Rio Dobromir é um rio da Romênia, afluente do Valea Mare, localizado no distrito de Constanţa.